# Успение Богородично (Царево село)
Вижте пояснителната страница за други значения на Успение Богородично.
„Успение на Пресвета Богородица“ (на македонска литературна норма: „Успение на Пресвета Богородица“) е възрожденска православна църква в градчето Царево село (Делчево), източната част на Северна Македония. Катедрален храм е на Царевоселско-Каменишката епархия на Македонската православна църква – Охридска архиепископия.
Църквата е изградена в средата на XIX век. Точни данни за периода, в който е изградена няма, но годината 1858, която е врязана на външния стълб се смята за годината на изграждане. Благой Стоичовски в своя труд „Пиянечка република“ като година на изграждане дава 1856 година.
Църквата е трикорабна базилика и не е изписана. Иконите са от Димитър Папрадишки, Григорий Пецанов и други автори. Иконата на Успение Богородично е дело на майстор Димитър Зограф от Магарево, датирана 1858 г. Гръцкият надпис глас: „Δία χειρος Δημητιριου Ζωγραφου εν Μεγαροβο τω Βιτωλιων 1858 Ζεμώτκω 20.“ Негови са и голяма част от иконостасните икони. Димитър е умел майстор и макар формите да са пресилено стилизирани, те са предадени с високо художествено чувство. Иконостасът е от дърво. В 1904 година северният зид на църквата е разрушен от земетресение. По-късно църквата е обновена. В двора на църквата се намирало първото училище в Царево село, като сградата е запазена.